# Penetretus temporalis
Penetretus temporalis es una especie de coleóptero de la familia Carabidae.

## Distribución geográfica
Habita en la España peninsular y el Magreb.